# Helene Hegemann
Helene Hegemann, née en 1992 à Fribourg-en-Brisgau en Allemagne, est une réalisatrice, actrice, metteur en scène, scénariste et auteure allemande.

## Biographie
En 2005, à la suite du décès de sa mère, Helene Hegemann quitte Bochum, où elle a grandi pour rejoindre son père Carl Hegemann, célèbre dramaturge, à Berlin. Passionnée de théâtre, elle ne quitte plus la cantine du Volksbühne et se lance dans l'écriture dès l'âge de 13 ans. Sa première pièce intitulée Ariel 15 est présentée en avant-première au Ballhaus Ost de la capitale allemande en 2007.

## Carrière professionnelle
En 2008, soutenu par le Kulturstiftung des Bundes, Helene Hegemann adapte à tout juste 16 ans son scénario Torpedo sur grand écran avec dans les rôles principaux les actrices Alice Dwyer et Jule Böwe. Le film est lauréat du prix du meilleur film de moyen métrage au Festival Max Ophüls en 2009.
Multipliant les médiums, elle publie en 2010, un premier roman semi-autobiographique Axolotl Roadkill aux éditions Le Serpent à Plumes. À la suite du suicide de sa mère et de l'absence constante de son père, Mifti, une adolescente de 16 ans, se noie peu à peu entre fiction et réalité dans la drogue, le sexe et l'alcool. Face au succès de cette première publication, une partie de la critique allemande accuse la jeune auteure de plagiat, allant jusqu'à suggérer que le roman avait été écrit par son père. Au sommet de la tourmente médiatique, elle est l'objet d'une campagne menée par le géant littéraire allemand Günter Grass pour la protection du droit d'auteur des écrivains.
Trop jeune pour avoir pu fouler la piste du Berghain, club de musique techno de Berlin qu'elle cite en référence, la jeune femme reconnaît s'être appropriée citations d'auteurs, traductions de chansons ou textes publiés sur un blog à son compte.
Malgré les demandes des sociétés de production, Helene Hegemann refuse de céder ses droits aux studios de cinéma, prétextant ne pas en avoir totalement terminé avec les personnages de son histoire. En janvier 2017, son adaptation personnelle Axolotl Overkill est sélectionnée au Festival du film de Sundance, où le long métrage remporte le prix spécial du jury pour la photographie de Manuel Dacosse dans la section cinéma mondial.

## Œuvre littéraire
- 2010 : Axolotl Roadkill, 304 p., Le Serpent à Plumes / Le Rocher Éditions  (ISBN 9782268070735)
- 2013 : Jage zwei Tiger, Hanser,  (ISBN 978-3-446-24367-5)
- 2018 : Bungalow, Hanser,  (ISBN 978-3-446-25317-9)
- 2020 : Schlachtensee, Kiepenheuer & Witsch,  (ISBN 978-3-462-00168-6)
- 2025 : Striker, 192 p., Kiepenheuer & Witsch,  (ISBN 978-3-462-00595-0)

## Filmographie

### Comme réalisatrice
- 2008 : Torpedo
- 2017 : Axolotl Overkill

### Comme actrice
- 2009 :  Deutschland 09, film collectif, segment Die Unvollendete par Nicolette Krebitz : Helene Hegemann
- 2012 :  Hey, Cowboy d'Annika Pinske, court métrage
- 2015 :  Traumfrauen d'Anika Decker : une stagiaire
- 2022 :  Le Gourou et les Enfants (Servus Papa, See You in Hell)

## Récompenses et distinctions
- 2009 : Prix du meilleur film de moyen-métrage, Torpedo, Festival Max Ophüls, Sarrebruck, Allemagne.
- 2017 : Prix spécial du jury, meilleure photographie, Axoloti Roadkill, Festival du film de Sundance, États-Unis